# Komiföld őserdői
Komiföld őserdői az UNESCO világörökség listájára felvett, természeti értékei miatt kiemelten védett területcsoport az oroszországi Komiföldön. Ez volt az első oroszországi tájegység, amely 1995-ben a „természeti” kategóriában felkerült a listára.

## Fekvése, részei
Az övezet Komiföld északkeleti részén fekszik, összterülete 3,28 millió ha, és az alábbi részekből áll:
- Pecsora-ilicsi természetvédelmi terület ("zapovednyik"), 721 300 ha.

1930-ban hozták létre a mainál jóval nagyobb területen, melyet később töredékrészére csökkentettek, majd 1959-ben újra kibővítettek, így nyerte el mai határait. Az Északi-Urál nyugati lejtőit és előhegyeit, a Pecsora és mellékfolyója, az Ilics közti vidék jelentős részét foglalja magában. 1986 óta bioszféra rezervátum is.
- Az előzőhöz kapcsolódó, de jóval később kijelölt ún. védelmi övezet, 666 000 ha.
- Jugid Va Nemzeti Park, 1 891 700 ha.

Oroszország legnagyobb nemzeti parkját 1994-ben alakították ki a természetvédelmi területtől közvetlenül északra, a Sarkközeli-Urál nyugati oldalán. A komi nyelvű „Jugid Va” kifejezés jelentése: „tiszta víz”)

## Felszín, domborzat
A világörökségi övezet észak-déli irányban közel 400 km hosszan, kelet-nyugati irányban 50-70 km-en át húzódik. Északkeleti határán magasodik az Urál legmagasabb pontja, a Narodnaja-csúcs (1895 m). Domborzati viszonyai alapján az övezet két részre osztható: a nyugati, alacsonyabban fekvő részre az Urál előhegyeivel; és a keleti sávra, amely lényegében maga a hegyvidék.
A nyugati területek mocsaras folyóvölgyeit, szelíd dombjait, alacsonyabb hegyoldalait sűrű őserdő borítja. Ezek Európa legnagyobb, gazdasági tevékenységtől mentes, szinte teljesen érintetlen északi erdőségei. Egyaránt fontos szerepet játszanak az éghajlat alakításában és a talajerózió megakadályozásában. Itt van Európa egyik legnagyobb északi folyója, a Pecsora forrásvidéke is.
A keleti területek magas hegyein kevesebb az erdő. Ez jóval nehezebben megközelíthető, erősen tagolt vidék, hideg rétekkel és hegyi tundrával, kopár sziklacsúcsokkal és gleccserekkel, tiszta és hidegvizű tavakkal, gyors sodrású folyókkal (Kozsim, Scsugor), különös formájú geológiai képződményekkel. Utóbbiak közül legismertebbek a Many-Pupuner hegyen álló kőkolosszusok.

## Növényvilág
Az övezet összterületének legalább a felét borító tajga legnagyobb része tűlevelű erdő. A sík vidékek uralkodó fái az erdei- és a lucfenyők, melyek gyakran nyírfákkal együtt fordulnak elő.  A magasabban fekvő részeken a luc- és a jegenyefenyő mellett igen elterjedt fajok a vörös- és a cirbolyafenyő. A hegyek keleti lejtőin általában a szibériai fenyőfajok váltják fel a csapadékosabb nyugati oldalak fajait. 
A növényzet az erdőkben és azokon kívül is rendkívül változatos. Jelenleg közel 600 fajt tartanak nyilván, számos ritkaságot is. Hatalmas területeket borítanak a különféle bogyós cserjék, közülük kb. húsz faj termése ehető.

## Állatvilág

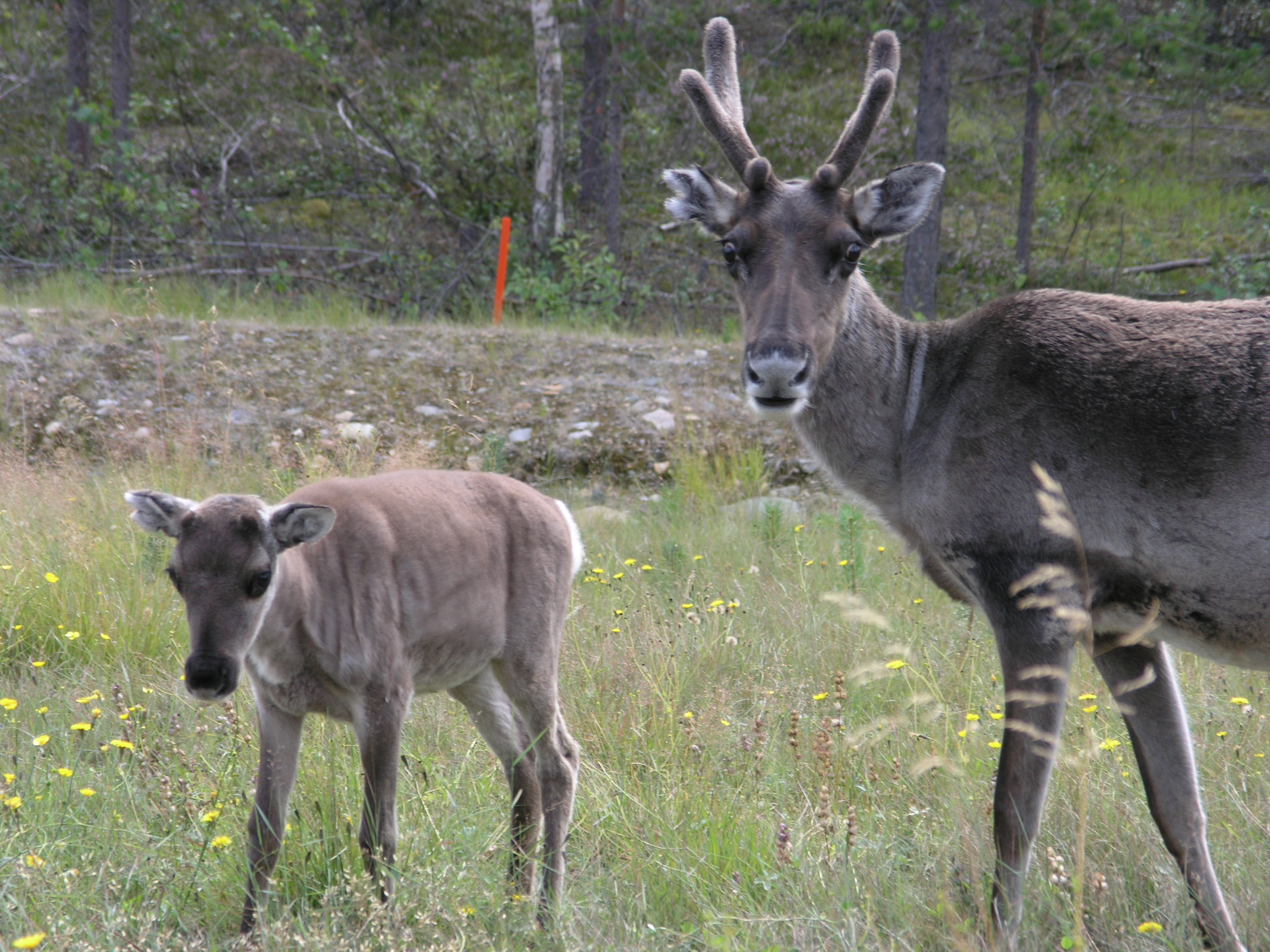
A terület jellemző állata, a rénszarvas

Az itteni érintetlen erdők utolsó menedékül szolgálnak sokféle állat- és madár, köztük több ritka, eltűnőben lévő faj számára. A tajga több mint negyvenféle emlősállat, például rén- és jávorszarvas, barna medve, hiúz, farkas, róka, vaddisznó, hermelin, coboly, rozsomák, európai nyérc, eurázsiai hód, európai vidra élőhelye.
Eddig több mint 200 madárfajt figyeltek meg, például siketfajd, császármadár, több nagy testű bagolyféle, vagy az itt fészkelő ritkaságok közül a halász-, a szirti- és a fehérfarkú rétisas.
A vidék hidegvizű, köves medrű folyóinak felső folyása 16 féle hal ívóhelye. A lazacoknak a tengertől hatalmas utat kell megtenniük felfelé az 1800 km hosszú Pecsorán, hogy ívóhelyeikre eljussanak.

## Jelenlegi fejlemények
A világörökség részeként az övezetnek sikerült jelentős külföldi pénzforrásokhoz jutnia a kitűzött célok eléréséhez. Folyamatban van egy 4 millió USD-s projekt megvalósítása, mely a biológiai sokféleség fenntartását segíti a Pecsora felső folyásánál elterülő őserdőkben. 
A Greenpeace oroszországi szervezete ugyanakkor aggodalmát fejezte ki a Jugid Va nemzeti parkban tervezett aranybányászat, illetve az ott folyó geológiai kutatómunkák miatt. Komiföld vezetése – a hatályos törvények és bírói ítélet ellenére – a nemzeti park és a világörökségi helyszín határait megváltoztatják, hogy az aranybányászat helye az övezetből kikerüljön. Ez a folyamat jelenleg is tart.